# Antônio Meneses
Pour les articles homonymes, voir Meneses.
Antônio Meneses est un violoncelliste brésilien né le 23 août 1957 à Recife et mort le 3 août 2024 à Bâle.

## Biographie
Antônio Meneses naît le 23 août 1957 à Recife au sein d'une famille de musiciens. Son père est corniste à l'Opéra de Rio de Janeiro,.
Il commence l'apprentissage du violoncelle à l'âge de dix ans et travaille avec Antonio Janigro en Allemagne à partir de 1973,.
Il se distingue lors de plusieurs concours internationaux, obtenant en 1976 le 2e prix du Concours international de musique Maria-Canals de Barcelone et celui du Concours international de Rio de Janeiro, le 1er prix du Concours international de musique de l'ARD de Munich en 1977, puis la médaille d'or (1er prix) du Concours international Tchaïkovski en 1982,. 
Comme interprète, Antônio Meneses se produit en soliste sous la direction d'Herbert von Karajan, enregistre le Double Concerto de Brahms avec Anne-Sophie Mutter et joue en compagnie d'artistes renommés tels Claudio Abbado, Zubin Mehta, Riccardo Chailly, Mariss Jansons, Riccardo Muti, Nelson Freire, Menahem Pressler et Maria João Pires,,. 
Chambriste recherché, il est membre du Beaux Arts Trio durant dix ans, de 1998 à la dissolution de l'ensemble en 2008, et est un partenaire régulier des quatuors Vermeer (en) et Emerson,. 
Comme pédagogue, Meneses enseigne au Conservatoire de Bâle, puis à la Haute école des arts de Berne de 2008 à sa retraite en 2023, et donne des classes de maître,,. 
Il a été marié avec la pianiste philippine Cecile Licad. 
Il jouait un violoncelle Guarnerius de 1698, puis à partir de 1993 l'instrument de Pablo Casals, un Goffriller, enfin un Gagliano (Naples, 1730). 
Diagnostiqué d'un glioblastome, Antônio Meneses meurt le 3 août 2024 à Bâle, âgé de soixante-six ans,.